# Сак Пантелеймон
Пантелеймон Сак (псевда: «Могила», «Всеволод», «Сила», «Коваль») (нар. 1905, Бишівська волость, нині Макарівський район, Київщина — пом. травень 1943, Київ) — діяч українського підпілля, провідник ОУН Київщини і суміжних областей (25.07.1942-05.1943).

## Життєпис
Пантелеймон Сак народився у 1905 році на Київщині в Макарівському районі.
Був членом КП(б)У, за фахом учитель. В 1939 направлений в Західну Україну.
Працював директором школи у Львові 1939–1941. З 1940 року член ОУН.
З початком німецько-радянської війни учасник похідної групи ОУН влітку 1941.
Широкомасштабна агітаційно-пропагандистська діяльність ОУН на теренах Східної України потребувала розгалуженої мережі друкарень. Пантелеймон Сак разом з Йосипом Позичанюком шефствували над друкарнею бандерівського Крайового Проводу Осередньо-Східних Українських Земель у Вінниці, яка вже в серпні 1941 р. розпочала свою діяльність.
Разом із членами похідної групи був заарештований німецькою поліцією (СД) 31 серпня 1941 у Василькові, але зумів втекти з-під арешту.
Член Крайового проводу ОУН на північно-східних українських землях (Київ) у 1942–1943, а після загибелі Дмитра Мирона-Орлика від рук німців 25 липня 1942 року став провідником ОУН Київщини і суміжних областей.
Викладав історію в інституті в Києві. Редактор підпільного видання «За самостійну Україну», автор брошур, статей, відозв, книжки «Україна, якою є і якою буде».
Арештований гестапо весною 1943, розстріляний у травні 1943.

## Праці
- Коваль П., «Україна, якою була, якою є, якою буде». Брошура, автор — Пантелеймон Сак. «Київ», 1942, 31 стор. друком кишенькового формату; два наклади. Видання ОУН Подільського краю, 1949, 2-е змінене видання.